# VfB Stuttgart
VfB Stuttgart je njemački nogometni klub iz Stuttgarta. Natječe je se u Bundesligi, u kojoj je pet puta osvajao naslov, zadnji u sezoni 2006./07. 
Od međunarodnih natjecanja, igrao je u finalu Kupa pobjednika kupova 1998., te u finalu Kupa UEFA 1989.
Stuttgart svoje domaće utakmice igra na MHPAreni, kapaciteta 60.441 mjesta.

## Uspjesi

### Domaći uspjesi
Bundesliga:
- Prvak (5): 1950., 1952., 1984., 1992., 2007.
- Drugi (5): 1935., 1953., 1979., 2003., 2024.

DFB-Pokal:
- Osvajač (4): 1954., 1958., 1997., 2025.
- Finalist (3): 1986., 2007., 2013.

DFL-Supercup:
- Osvajač (1): 1992.

Liga kup:
- Finalist (1): 2005.

### Regionalni uspjesi
Oberliga Süd
- Prvak: 1946., 1952., 1954.

Württemberg/Baden
- Prvak: 1927., 1930.

Gauliga Württemberg
- Prvak (4): 1935., 1937., 1938., 1941.

### Europski uspjesi
Kup pobjednika kupova
- Finalist (1): 1997./98.

Kup UEFA
- Finalist (1): 1988./89.

Intertoto kup:
- Osvajač (3): 2000., 2002., 2008.

## Poznati igrači
- Vedad Ibišević
- Karl Allgöwer
- Krasimir Balakov
- Thomas Berthold
- Thomas Strunz
- Fredi Bobic
- Guido Buchwald
- Carlos Dunga
- Giovane Elber
- Bernd Förster
- Karl Heinz Förster
- Ionel Ganea
- Horst Heldt
- Timo Hildebrand
- Andreas Hinkel
- Aliaksandr Hleb
- Eike Immel
- Srečko Katanec
- Jürgen Klinsmann
- Kevin Kurányi
- Philipp Lahm
- Fernando Meira
- Dieter Müller
- Hansi Müller
- Pavel Pardo
- Ricardo Osorio
- Matthias Sammer
- Zvonimir Soldo
- Eyjólfur Sverrisson
- Imre Szabics
- Asgeir Sigurvinsson
- Jon Dahl Tomasson

## Vanjske poveznice
- Službena web stranica  Arhivirana inačica izvorne stranice od 12. siječnja 2007. (Wayback Machine)